# Klokotnica (Doboj Istok)
Pour les articles homonymes, voir Klokotnica.
Klokotnica (en cyrillique : Клокотница) est une localité de Bosnie-Herzégovine. Elle est située dans la municipalité de Doboj Istok, dans le canton de Tuzla et dans la fédération de Bosnie-et-Herzégovine. Selon les premiers résultats du recensement bosnien de 2013, elle compte 5 144 habitants.
Klokotnica est le centre administratif de la municipalité de Doboj Istok, créée en 1998. Jusqu'en 1998, la localité était rattachée à la municipalité de Doboj.

## Démographie

### Évolution historique de la population
| 1948 | 1953 | 1961  | 1971  | 1981  | 1991  | 2013  |
| ---- | ---- | ----- | ----- | ----- | ----- | ----- |
| -    | -    | 2 572 | 3 138 | 3 605 | 3 989 | 5 144 |

|  |